# The Ultimates 2
The Ultimates 2 — ограниченная серия комиксов из тринадцати выпусков, опубликованная издательством Marvel Comics с февраля 2005 по февраль 2007 года. Серия стала продолжением The Ultimates и была написана сценаристом Марком Милларом и иллюстрирована художником Брайаном Хитчем. Серия рассказывает о команде супергероев Ultimates и вышла с пометкой Ultimate Marvel — импринта Marvel Comics.

## История публикаций
Серия дебютировала в декабре 2004 года и закончилась в мае 2007 (с учётом двух ежегодников). В интервью сайту Pop Culture Shock сценарист Марк Миллар рассказал, что этот том отражает рост антиамериканских настроений в те годы в связи с нео-консервативной доктриной Буша, волнений в отношении ядерных запасов крупных стран. Брайан Хитч отозвался о своей работе как об одной из самых трудных за те двадцать лет, что он работает в комикс-индустрии.

## Сюжет
Спустя год после окончания событий первого тома, общественное мнение о Ultimates изменилось в негативную сторону после того, как пресса узнала о том, что Халк ответственен за гибель сотен людей. Авторитет команды подрывается ещё больше, когда Тор обвиняется в том, что он — сбежавший из психиатрической клиники преступник. Тор был отправлен в тюрьму, и позже выясняется, что обвинение было подстроено сводным братом Тора — Локи, который тем самым намеревался облегчить себе работу по созданию новой интернациональной команды — Освободителей, в противовес Ultimates. Освободители прибывают в США и захватывают в плен Ultimates, которым удалось сбежать и при помощи асгардинских воинов и американских и европейских героев, команде удаётся победить Локи и Освободителей.

### Коллекционные издания
| The Ultimates 2                             | ISBN 9780785121381 | включает выпуски Ultimates 2 #1-13 и Ultimates 2 #1 Variant Sketch Edition |
| The Ultimates 2 Vol. 1: Gods And Monsters   | ISBN 0-7851-1093-3 | включает выпускиUltimates 2 #1-6                                           |
| The Ultimates 2 Vol. 2: Grand Theft America | ISBN 0-7851-1790-3 | включает выпуски Ultimates 2 #7-13                                         |
| The Ultimate Annuals Vol. 1                 | ISBN 0-7851-2035-1 | включает выпуски Ultimates 2 Annual #1                                     |
| The Ultimate Annuals Vol. 2                 | ISBN 0-7851-2371-7 | включает выпуски Ultimates 2 Annual #2                                     |